# 에아나시르에 대한 항의 점토판

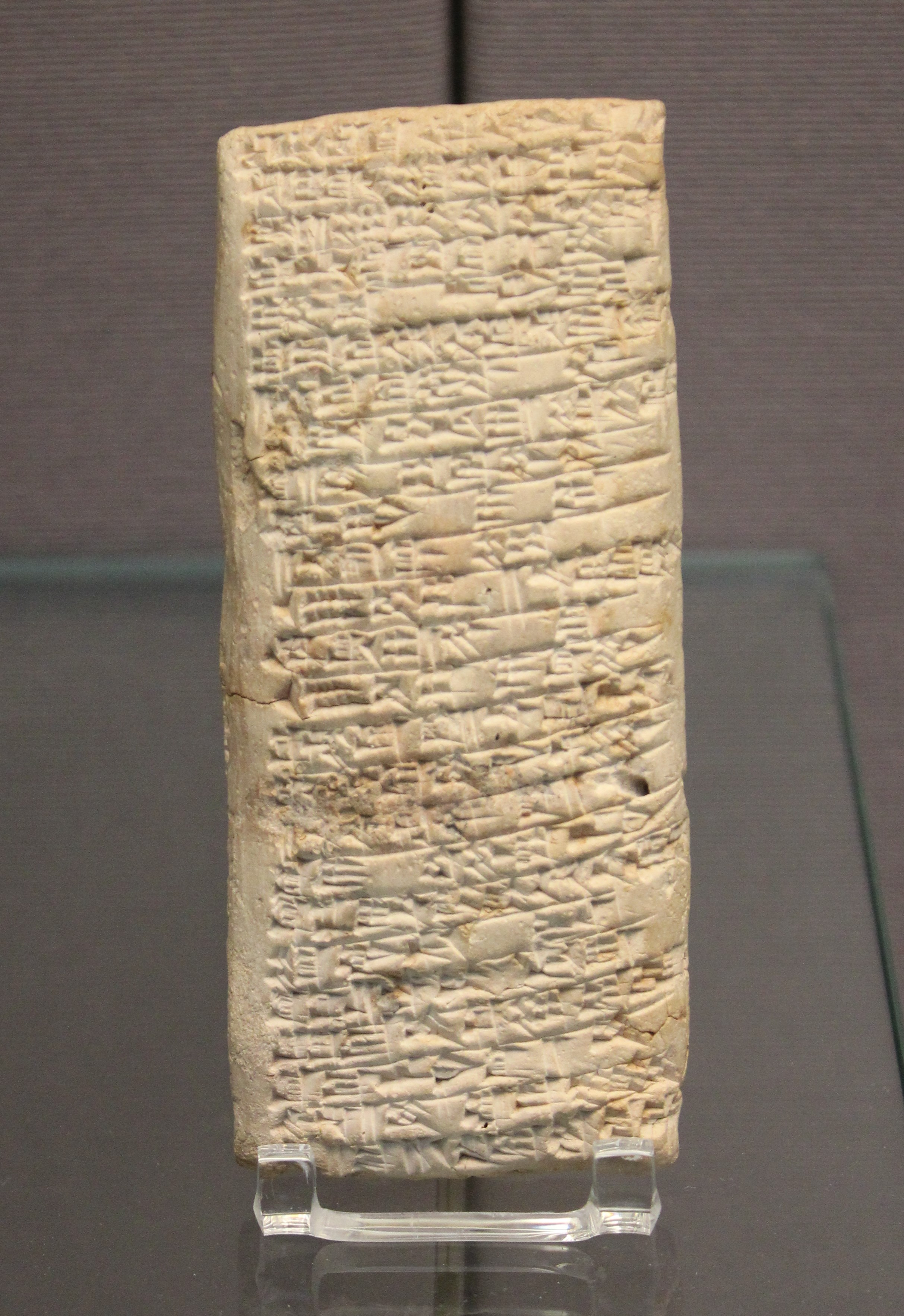
대영 박물관에 전시된 점토판.

에아나시르에 대한 항의 점토판 ( UET V 81)은 고대 우르의 점토판으로  1750 BCE경 . 나니라는 고객이 에아나시르라는 상인에게 보낸 불평 점토판이다. 아카드어 설형 문자로 작성되었으며, 현재까지 알려진 고객 항의문 중 가장 오래되었다. 현재 대영박물관에 보관되어 있다. 2020년대에는 점토판의 내용이 인터넷 밈으로 인기를 얻었다.

## 외형
점토판은 높이 11.6cm, 넓이 5cm, 두께 2.5cm에 조금 손상되었다.

## 내용
에아나시르는 딜문에 가서 구리를 사서, 우르에 돌아와 팔았다. 그는 나니에게 구리 주괴를 팔기로 했다. 나니는 하인을 보내 돈을 주고 거래를 마치게 했지만, 구리를 보고 질이 낮아 받기 힘들다고 판단했다.
나니는 그래서 에아나시르에게 설형 문자로 점토판을 새겨 보냈다. 점토판에서 나니는 구리의 질 말고 다른 거래에 대해서도 불평했다. 또 하인이 거래를 하러 가서 무례하게 대접 받았다고 적었다. 이 점토판이 새겨졌을 때 나니는 돈을 이미 지불했지만, 구리를 받을 수 없다고 했다.

## 발견
에아나시르에 대한 항의 점토판은 영국인 고고학자 레너드 울리(Leonard Woolley)가 발견했다. 그는 1922년과 1934년 사이에 펜실베이니아 대학교와 대영박물관이 공동으로 진행한 탐사를 이끌었다.
점토판이 발견된 곳은 에아나시르의 주거지로 추측된다. 이 곳에서 구리를 받지 못했다는 항의문, 계속 저급한 구리를 받고 있다는 항의문도 발견되었는데 모두 다른 사람들이 보낸 것이었다.